# Gloria Trevi
Gloria de los Ángeles Treviño Ruiz (Monterrey, Nuevo León, 15 de febrero de 1968), conocida artísticamente como Gloria Trevi, es una cantante, actriz, productora, compositora y empresaria mexicana. Desde 1998 su nombre ha estado vinculado al llamado clan Trevi-Andrade, organización de tintes sectarios acusada de abuso sexual, corrupción de menores y explotación laboral, dirigida por el exrepresentante de Trevi, Sergio Andrade.De acuerdo con las declaraciones de las presuntas víctimas de esta organización, Trevi habría colaborado con Andrade realizando grooming a numerosas menores de edad con el fin de convencerlas de tener relaciones sexuales con el representante, y posteriormente, convertirse en sus virtuales esclavas. 
En 1985 se mudó a la Ciudad de México para comenzar su carrera artística. Allí conoció al productor y arreglista Sergio Andrade, quien formó el grupo musical "Boquitas Pintadas". Cuatro años más tarde, de la mano de Andrade, publicó su álbum debut ...Qué hago aquí? , distribuido por BMG Ariola. En los 90, debutó en el cine con tres películas: Pelo suelto (1991), Zapatos viejos (1993) y Una papa sin catsup (1995). Terminó la década con cinco álbumes que sumaban casi 5 millones de ventas.
En 1997, se retiró de los escenarios tras su programa televisivo XETÚ Remix. Tiempo después, junto su mánager Andrade vuelven a desaparecer de los medios de comunicación, mientras que en Chihuahua se realizaba una denuncia penal por parte de los padres de una joven de 17 años llamada Karina Yapor quien pertenecía al equipo de trabajo de la cantante y había desaparecido junto con ella, su productor y otras jóvenes mujeres. La detención de la pareja se produjo el día 13 de enero de 2000 por la policía de Río de Janeiro, donde Gloria pasó poco menos de tres años encarcelada sin ser juzgada, y en espera de su extradición a su país. En 2004 fue absuelta del crimen por la justicia mexicana y liberada a las primeras horas de la mañana del 21 de septiembre de 2004.Este veredicto conduciría en 2024 a una denuncia ante la Comisión Interamericana de Derechos Humanos por parte de diez presuntas víctimas de Andrade y Trevi y diez familiares de estas, quienes acusarían al estado mexicano de corrupción e inacción ante la esclavitud. Lo anterior, al no tomar en cuenta las numerosas declaraciones y pruebas brindadas en contra de la cantante, su representante y su corista María Raquenel Portillo Jiménez en 2004.
Durante los años 2000, publicó cinco discos y regresó a los escenarios con cinco extensas giras internacionales. Materiales como Tu ángel de la guarda (1991), Una rosa blu (2007) o El amor (2015), son algunos de sus trabajos reconocidos. Ha sido galardonada con varios premios de la música como: Billboard, ASCAP, BMI, Premio lo Nuestro, Latin American Music Awards y nominada a los Premios Grammy Latinos y World Music Awards entre otros. Trevi es una de las mayores exponentes y referentes del pop latino en el mundo, considerada como referente para olas de nuevas generaciones con un legado en la industria musical y llegando a ser nombrada por la revista Rolling Stone como Reina del Pop Mexicano. Luego de dos décadas, en 2013 retomó su carrera actoral y protagonizó la telenovela de Televisa Libre para amarte, producida por Emilio Larrosa. Es la artista mexicana más taquillera del siglo XXI según la revista Pollstar. Fue nombrada por Billboard Español como una de «las 50 mejores artistas femeninas del pop latino de todos los tiempos».

## Primeros años
Gloria Trevi nació en el Hospital Muguerza a las 14 horas del 15 de febrero de 1968 en Monterrey, Nuevo León. Es hija del arquitecto Manuel Treviño Cantú y Gloria Ruiz Arredondo. Fue criada, desde su nacimiento hasta los doce años de edad, en Ciudad Victoria, Tamaulipas. A sus diez años, sus padres se divorciaron y se trasladó a vivir a su ciudad natal junto a su madre y hermanos. Durante la secundaria, mostró interés por la música de rock estadounidense y británico ya que escuchaba con frecuencia a Led Zeppelin, The Doors, Deep Purple, Pat Benatar y Janis Joplin, entre otros. Asimismo, estudió clases de ballet impartidas por su madre.
En 1982, a sus 14 años, el programa musical y de concursos XE-TU de Televisa, lanzó una convocatoria en busca de la doble del personaje Chispita, protagonizado por la cantante y actriz Lucero. Viajó a la Ciudad de México junto a su madre para participar en el certamen. Debido a su gran parecido con la joven actriz, ganó el concurso y le otorgaron como premios el vestuario del personaje y una beca de estudios artísticos en el Centro de Capacitación de Televisa. Bajo la autorización y acompañamiento de su madre, estudió durante un año en la capital mexicana donde, a sus 15 años, poco antes de finalizar sus estudios en el Centro de Educación Artística de Televisa, fue presentada con el productor Sergio Andrade. Gloria audicionó cantando algunas de sus primeras composiciones y Andrade le propuso involucrarla en uno de sus proyectos musicales.

## Carrera musical

### 1984: Boquitas Pintadas
A finales de 1984, se formó la agrupación Boquitas Pintadas compuesta por Gloria, Raquenel Portillo (Mary Boquitas), Pilar Romero, Mónica Murr y Claudia Rosas. Desde ese momento, iniciaron las preparaciones; Andrade comenzó a enseñarles música, canto, actuación y vocalización. Les dio lecciones de solfeo y más tarde les entregó las canciones que formaron parte de su álbum homónimo lanzado en 1985, del cual fue productor y director. Entre la selección de canciones, «Amor cavernícola» y «Se hace noche» fueron escritas por Trevi, quien se preparó durante un año, al igual que las demás integrantes, estudiando lecciones de piano y aprendiendo a leer música.
Cuando Boquitas Pintadas lanzó su primer sencillo en radio «No puedo olvidarlo» en 1986, el grupo se había desintegrado por diferencias entre sus miembros y la discográfica. Gloria, quien sufrió una fuerte crisis económica, empezó a buscar trabajo hasta que consiguió el empleo de instructora de aerobics. Trevi se reunió de nuevo con Sergio Andrade para mostrarle su propuesta como solista.
El nombre de este grupo hace una referencia en tono de burla hacía el libro de "Boquitas pintadas" del escritor argentino Manuel Puig, donde habla de Sexo y Prostitución, un nombre no adecuado para esas muchachitas menores de edad en ese entonces.

### 1989-1992: Primeros trabajos discográficos
Comenzó en 1989 las grabaciones de su primer álbum en los estudios A DAT de Glendale, California, bajo la dirección y realización de Andrade. Gloria compuso todos los temas e incluyó una adaptación al español de «Satisfaction» (Satisfecha) de los Rolling Stones y «Last Kiss» (El último beso) de J. Frank Wilson & the Cavaliers. La producción independiente, se vendió como una obra terminada a la discográfica RCA Víctor, adquirida posteriormente por BMG Ariola. Tras varios meses de postergación en el lanzamiento de su álbum debut, finalmente en el mes de agosto de 1989, la discográfica BMG Ariola publicó su primer LP titulado ...Qué hago aquí?. En diciembre del mismo año, Televisa le dio la bienvenida y se presentó con el tema de Dr. psiquiatra en el programa musical Siempre en domingo conducido por Raúl Velasco.
En 1990, inició su primera gira de presentaciones personales, junto con Sergio Andrade inició la grabación de su segundo disco durante los meses de septiembre, octubre y noviembre en Glendale, California. Su segundo álbum, titulado Tu ángel de la guarda, se publicó en mayo de 1991 e incluye temas como «Tu ángel de la guarda», tema que da nombre al disco, «Pelo suelto», «Agárrate», entre otros. Para la promoción del disco viajó por primera vez al extranjero visitando países del continente americano, Puerto Rico, Argentina, Colombia, Panamá, Guatemala, Venezuela, Costa Rica.
El 17 de diciembre de 1991, se presentó por primera vez en el Auditorio Nacional de la Ciudad de México.

### 1992-1995:Me siento tan solayMás turbada que nunca
En el verano de 1992, presentó su tercer álbum de estudio producido por Sergio Andrade y titulado Me siento tan sola. Se promocionó con los sencillo, «Zapatos viejos», «Con los ojos cerrados» y «Me siento tan sola». Trevi promocionó este material en países como Argentina, Chile, Estados Unidos, Venezuela, Colombia, Perú , Puerto Rico y Centroamérica. 
En 1993, la cantante fue seleccionada por la prensa chilena como reina del Festival de la Canción de Viña del Mar. Asimismo, se presentó en el Teatro Paramount del Madison Square Garden de Nueva York, y en ciudades como Washington, California, El Paso, Dallas y en numerosos lugares de la Unión Americana, con una gira que la llevó a escenarios como el Anfiteatro de los Estudios Universal en Atlanta, San Antonio, Sacramento, Texas, Chicago, Illinois y por primera vez en el Hotel Riviera de Las Vegas, Nevada.[cita requerida] Celebró sus primeros cinco años de trayectoria artística con un concierto en el Teatro Fundidora, de la ciudad de Monterrey. 
Presentó su cuarto álbum de estudio titulado Más turbada que nunca en enero de 1994 en México, bajo la producción de Sergio Andrade. La presentación del disco fue realizada en la capital mexicana en donde asistieron personajes como Elena Poniatowska y Carlos Monsiváis. Se promocionó con sencillos como «La papa sin catsup» y «El recuento de los daños». Esta producción causó polémica debido a sus letras extravagantes, irónicas, plenas de intencionadas metáforas y crudas realidades. El disco incluía 12 canciones con ritmos que van desde el rock, baladas rock, hasta temas funk y baladas. La temática del álbum reflejaba vivencias cotidianas con el lenguaje popular mexicano.

### 1995-1997:Si me llevas contigoyXETU Remix
Sergio Andrade produjo su último álbum de los años 90, titulado Si me llevas contigo. El disco fue grabado en un estudio casero en Cuernavaca y en Los Ángeles, California. Recibió su lanzamiento en noviembre de 1995 por la discográfica BMG Ariola. Las diez canciones de la producción incluyen temas que abordan la homosexualidad religiosa, crisis económicas y corrupción política.[cita requerida] «Ella que nunca fue ella» y «Si me llevas contigo» fueron los únicos dos sencillos del álbum, ambos temas son baladas que tuvieron un éxito moderado en las radios. «Lloran mis muñecas» fue planeado como tercer sencillo, pero fue cancelado debido a que era un tema alusivo al suicidio.[cita requerida] Varios proyectos se truncaron debido a la enfermedad de su representante; entre los planes cancelados destaca la grabación de una telenovela protagonizada por Trevi bajo el título Gloria de los Ángeles que se estrenaría en marzo de 1996, a través de la señal de TV Azteca.
El 13 de marzo de 1996, anunció que se retiraba de los escenarios por motivo del cáncer en la columna vertebral que padecía Andrade. Ofreció sus dos conciertos de despedida en el Auditorio Nacional, el 16 y 17 de marzo, frente a más de 7000 seguidores. Tras negociaciones con Televisión Azteca, en agosto del mismo año, firmó un contrato de exclusividad con Televisa, de acuerdo con el contrato, en 6 años, se comprometía a hacer cuatro telenovelas, seis películas y a conducir un programa en horario estelar. El 16 de septiembre de 1996, regresó a la pantalla chica como la estrella mejor pagada de la televisión mexicana con XETU Remix. El programa era una reedición estilo siglo XXI de XETU de los años ochenta, en el cual se presentó por primera vez en televisión. Las emisiones concluyeron el 3 de enero de 1997.

### 2004-2007: Regreso a los escenarios,Cómo nace el universoyLa trayectoria

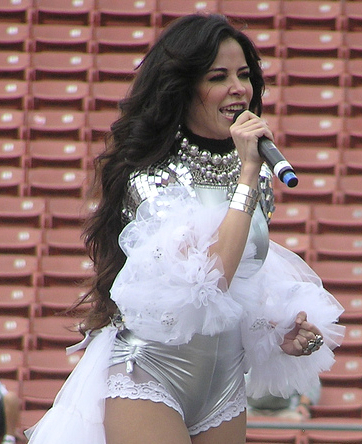
Gloria Trevi, 2006

Reinició su carrera musical con su sexto álbum de estudio titulado Cómo nace el universo producido por Armando Ávila y Jorge Plata y publicado en diciembre de 2004. Para su promoción contó con sencillos como, «En medio de la tempestad», «El domador» y «Eres un santo». Ese mismo año, grabó el tema «Vive» como una colaboración especial para el último álbum de la agrupación musical Kabah. Comenzó su gira internacional Trevolución, el 4 de marzo de 2005, en Monterrey, Nuevo León. La gira que planeaba visitar alrededor de 70 países se vio obligada a posponer fechas y cancelar más de la mitad de sus presentaciones a causa del embarazo no previsto.[cita requerida]
La trayectoria es el título del primer proyecto que realizó con la discográfica Univision Music a mediados de 2006. Incluye un material en vivo grabado durante su gira Trevolución en las ciudades de México y Monterrey, además de cuatro canciones inéditas y el sencillo «Todos me miran». Continuó promocionando el álbum con los sencillos «Estrella de la mañana», «El ingrato» y «Sufran con lo que yo gozo», en donde debuta como directora del videoclip y del cual graba una versión especial junto a Celso Piña. La edición estándar de La trayectoria incluye un DVD con las mejores imágenes de los conciertos de su gira. Un año después, el mismo DVD se reeditó bajo el nombre Más allá de la trayectoria (2007).[cita requerida] Ese mismo año, hizo una participación especial en la obra de teatro musical Hoy no me puedo levantar.

### 2007-2010:Una rosa blu

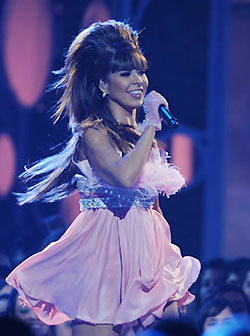
Trevi en los Premios Juventud 2008

Su séptimo álbum fue producido por Sergio George, Bob Bennozzo y Armando Ávila. El disco, titulado Una rosa blu, fue publicado el 9 de octubre de 2007 por Univisión Music Group. Esta producción ocupó el tercer lugar de la lista Billboard Latin Pop Albums.[cita requerida] El primer sencillo del álbum «Psicofonía», se publicó en agosto de 2007, seguido de los sencillos «Cinco minutos», «Pruébamelo», «El favor de la soledad» y «Lo que una chica por amor es capaz». Este trabajo incluye el primer dueto realizado en su carrera, una colaboración con la cantante puertorriqueña Olga Tañón, titulada «Lo que te toca».
El 15 de febrero de 2008, inició la gira Una rosa blu en el Gibson Amphitheatre de Los Ángeles, California, la cual presentó en importantes escenarios de México, Estados Unidos, Centro y Sudamérica. Ese mismo año participó en el reality El show de los sueños, junto a Kalimba, Edith Márquez y María José. Ese mismo año, se incorporó al catálogo de Universal Music quien reeditó Una rosa blu en una edición especial.
Continuó su gira durante 2009 visitando países como España donde lanzó el sencillo «Psicofonía» a mediados de ese año. El tema fue certificado oro por más de 20 000 descargas gracias a su participación durante el Orgullo Gay de Madrid. Colaboró con música y letra para la banda sonora de la segunda temporada de la serie Mujeres asesinas, producida por Pedro Torres, en la cual aparece el tema Que emane. Asimismo, colaboró en el disco Desafiando la gravedad de la cantante española Chenoa prestando su voz para la canción «Nada de nada». El 8 de mayo de 2010, la cantante concluyó su gira de conciertos Una rosa blu en el Nokia Theater de Los Ángeles, California.

### 2011-2012:GloriayGloria en vivo
El 22 de marzo de 2011, publicó su octavo álbum de estudio, titulado Gloria. El material fue su primera producción bajo el sello discográfico Universal Music Latino, debutó en el número 1 de las listas Billboard Top Latin Albums[cita requerida] y Latin Pop Albums.[cita requerida] El 2 de junio del mismo año, la cantante recibió disco de oro y de Platino por las más de 75 000 copias vendidas de Gloria en el programa de Televisa, Pequeños gigantes. La producción fue realizada por Armando Ávila y Sebastián Jácome en Londres, Los Ángeles, Nueva York y México. El primer sencillo oficial del álbum «Me río de ti» se lanzó el 11 de enero de 2011, en mayo publicó la balada «Vestida de azúcar» compuesta junto con Leonel García. «La noche» el tercer sencillo del álbum, contó con un video promocional estilo cortometraje que fue estrenado el 1 de diciembre en un popular cine de la Ciudad de México.[cita requerida]
Inició su gira internacional de conciertos Gloria en Nuevo León, México. Con su nuevo espectáculo, Trevi visitó numerosas ciudades de la República Mexicana y los Estados Unidos. El concierto del 14 de octubre de 2011 fue grabado en el Auditorio Nacional de la Ciudad de México para un lanzamiento en CD y DVD que llevaría por nombre Gloria en vivo. El disco Gloria en vivo fue lanzado tanto en físico como en formato digital en México, Estados Unidos, España y algunos países de Hispanoamérica. Armando Ávila produjo una nueva versión del clásico de Laura Branigan, Gloria, la cual se publicó el 7 de febrero de 2012 en formato descarga digital como tema promocional de su disco Gloria en vivo. El sencillo debutó un mes después en el No.23 de la lista Billboard Latin Pop Songs.[cita requerida]
Luego del lanzamiento del disco en vivo, volvió a la promoción de su disco de estudio y lanzó al radio el tema «Despiértame», y anunció que en un futuro próximo grabaría el video para el sencillo «Cambio y fuera» bajo la dirección de Pedro Torres. En el mes de agosto, grabó el videoclip para el sencillo «Nada es imposible (Maniac)» a dúo con el grupo OV7.

### 2013-2015:De película
A comienzos del año 2013, Trevi inició una serie de conciertos titulada Agárrate, en la cual revistió sus viejos éxitos para complacer a sus fanes.  El 24 de septiembre de 2013, la Trevi editó su noveno material de estudio titulado De película. Este álbum supuso la renovación de su contrato con la compañía de discos Universal Music Latino. Como primer sencillo se dio a conocer el tema de estilo merengue electrónico «No soy un pájaro» que luego se convertiría en el tema principal de la telenovela en su versión banda. El corte fue estrenado el 27 de mayo y es una producción de Sebastián Jacome y Motiff. El 17 de septiembre, presentó el segundo tema en anticipación al estreno del álbum, una balada titulada «No querías lastimarme» que fue escrita en coautoría con Marcela de la Garza y su hijo Ángel Gabriel. La canción alcanzó los primeros lugares de popularidad en México.
El 7 de febrero de 2014, arrancó la primera fase de la gira De película en la ciudad de McAllen. La gira se extendió con alrededor de 30 fechas por varias ciudades de Estados Unidos en las que promocionó sus nuevas canciones además del tercer corte del disco «Habla blah blah» a dueto con el rapero Shy Carter. El 14 de octubre de ese año, estreno el tema «20 segundos» como sencillo independiente. La gira finalizó a mediados de 2015 con gran éxito.

### 2015-2018:El amoryVersus
El amor es el décimo disco de estudio publicado el 21 de agosto de 2015 y producido por Humberto Gatica, el material cuenta con 14 temas; 12 de ellos clásicos de artistas como Amanda Miguel, Raphael y Roberto Carlos, además de los temas inéditos: «Inmortal» y «Sin miedo a nada»; su presentación fue en versión estándar y delux acompañado de un DVD con los videos de los 12 clásicos.  El primer sencillo «Como yo te amo», versión del cantante español Raphael se publicó el 19 de junio de ese año.  El mismo día del lanzamiento mundial del disco, dio inicio también su gira denominada El amor world tour en el Greek Theatre de Los Ángeles. El disco debutó en los primeros lugares de ventas en Billboard, en Estados Unidos.[cita requerida] El 21 de agosto de 2015 comienza su gira El amor World Tour en el Greek Theatre en la ciudad de Los Ángeles. La gira se presentó en Estados Unidos, España, Perú, Chile y el resto de Latinoamérica. Durante 2016 el tour recorrió gran parte de México y grabando su tercer álbum en vivo, Inmortal.
Después de la finalización de los conciertos, se unió a Alejandra Guzmán para el lanzamiento del álbum colaborativo Versus siendo el undécimo álbum de estudio de Gloria. El álbum contó con 10 temas y consiste en un Versus en donde las artistas unen fuerzas en una gira que lleva el mismo nombre. El 5 de mayo de 2017 lanzaron un sencillo llamado «Cuando un hombre te enamora», y el día 25 de mayo lanzaron el segundo sencillo llamado «Más buena». La gira Versus World Tour en la ciudad de Los Ángeles , el primer concierto fue el 3 de junio de 2017 en el Staples Center, presentándose en todo Estados Unidos, y en ciudades de México, Sudamérica y presentándose por primera vez en Canadá. El álbum en vivo de la gira Versus World Tour se lanzó el 17 de noviembre de 2017, fue grabado el 23 de junio del mismo año en la Arena Ciudad de México. La gira finalizó el 14 de abril de 2018 en el Hollywood Bowl.

### 2018-2021:Diosa de la noche
A mediados de 2018, se encontraba grabando su decimosegundo álbum de estudio, este sería su primer álbum individual con temas inéditos desde el álbum De película (2013). Se lanzaron como sencillos ocho de los doce temas del álbum, durante 2018 «Que me duela», «Me lloras» y «Ellas soy yo» contaron con buena recepción, este último teniendo un performance en los Latin American Music Awards. Mientras en 2019 se lanzaron cinco temas más, destacando «Vas a recordarme», «Hijoepu*#» con la cantante colombiana Karol G y «Ábranse perras». Finalmente el álbum titulado Diosa de la noche se lanzó el 31 de mayo de 2019 en todo el mundo bajo el sello de Universal Music Group.
Su octava gira dio inicio el 2 de mayo en la ciudad de Querétaro y sin tener fecha final, pues en conferencia de prensa dio a conocer que pretende regresar a varios países de Norteamérica, Centroamérica y Sudamérica. Es la única artista en abrir tres fechas consecutivas en la Arena CDMX, recinto con una capacidad de más de 22 000 personas.
En algunas de las fechas de Gloria Trevi en los Estados Unidos tuvo como telonera e invitada a la reguetonera Karol G.
En marzo de 2020, la gira de Gloria Trevi, tuvo que ser forzada a reprogramar o cancelar su gira, esto fue debido a la Pandemia de COVID-19. Con el fin de evitar contagios entre el público. Pese a la cancelación por la pandemia, logró eventos digitales y algunas de las fechas se pudieron posponer durante fines de 2020 y parte de 2021.  Además ha colaboró en sencillos en conjunto con Mónica Naranjo y Guaynaa.

### 2022-2023:Isla Divinay bioserie
Su decimotercer álbum de estudio, Isla Divina, se estrenó el 28 de abril y cuenta con doce temas, entre ellos  «Ensayando cómo pedirte perdón» y «Nos volvimos locos» (con Guaynaa), lanzados previamente, y «La recaída» como primer sencillo.[cita requerida] La gira Isla Divina Tour dio inicio el 20 de enero de 2022 en Ciudad de México finalizando el 3 de diciembre del mismo año en la ciudad de Miami con un total de 56 fechas entre México, Estados Unidos, Puerto Rico y Costa Rica.[cita requerida]
En 2023 continuó sus presentaciones en vivo por México y España, con una gira titulada simplemente Gloria Trevi En Concierto. En junio de 2023 lanzó «Medusa», su primer sencillo de manera independiente. El 11 de agosto de 2023 se estrenó la bioserie basada en su vida y producida por Carla Estrada, titulada Gloria Trevi: ellas soy yo y el 15 de agosto del mismo año, lanzó su decimocuarto álbum de estudio, Mi Soundtrack Vol. 1, que también fungió como banda sonora de la bioserie. El 15 de agosto lanzó el vídeo musical del primer sencillo «Que se acabe el mundo». El 28 de septiembre de 2023 lanzó Mi Soundtrack Vol. 2, estrenando el mismo día el videoclip de «Siempre yo (Versión 2023)».El 18 de octubre de 2023 publicó el sencillo «Inocente», lanzando su videoclip oficial el 19 de octubre.

### 2024-presente:Mi Soundtrack,colaboraciones yEl Vuelo
En octubre de 2023, Trevi anunció con un evento en vivo en la arena Crytpo.com de Los Ángeles una nueva gira mundial titulada Mi Soundtrack on Tour, la cual dio inicio el 26 de enero de 2024 en el estadio Payne Arena en Texas.Su décima gira está prevista a extenderse hasta septiembre de este año, con más de treinta fechas confirmadas por los Estados Unidos.El 28 de enero de 2024 se anunció el lanzamiento de su decimosexto álbum, Mi Soundtrack Vol. 3, como continuación a los dos previos.El 4 de abril de 2024 apareció como artista invitada en la versión remix de «Zorra» del dúo español Nebulossa. El 10 de abril de 2024 Gloria Trevi lanzó en colaboración con su hijo Ángel un cover del tema de José Luis Perales, «Celos», originalmente popularizado por Daniela Romo. Trevi y su hijo interpretaron el tema en vivo una semana antes, durante la presentación para la prensa del programa de televisión Juego de voces.
El 6 de junio de 2024, Trevi lanzó el tema «Zona de riesgo» en colaboración con el cantante mexicano Carlos Rivera, estrenando el mismo día el vídeo oficial de la canción dirigido por Pablo Croce.El 18 de julio de 2024 la cantante argentina María Becerra lanzó su sencillo «Borracha» contando con la participación de Trevi como artista invitada. El vídeo del tema se estrenó el mismo día del lanzamiento, dirigido por Julián Levy y Lucas Fossati.El 11 de septiembre de 2024, Trevi publicó un vídeo promocional para el tema «Sangre caliente» de su álbum Isla Divina, en conmemoración del aniversario de la Independencia de México.El 7 de noviembre de 2024, Gloria Trevi publicó el sencillo «Cueste lo que cueste», tema principal de la telenovela Las hijas de la señora García, acompañado del video musical correspondiente.
El 25 de noviembre de 2024 Gloria Trevi publicó un extended play de corte navideño titulado Tu regalo soy yo. Su sencillo principal, del mismo nombre, fue estrenado el mismo día junto a un video musical.El 4 de diciembre de 2024, Trevi publicó el sencillo «Cobardía» junto con su vídeo oficial a través de su canal de YouTube.
El 28 de abril de 2025 Trevi lanzó El Vuelo, su primer álbum inédito publicado de manera independiente, acompañado con el estreno del sencillo del mismo nombre. Este álbum incluye el tema «Para siempre triste», su segunda colaboración con Mónica Naranjo.

## Carrera actoral
En 1991, incursionó en el cine en su primera película Pelo suelto, protagonizada junto a Humberto Zurita dirigida por los hermanos Galindo, se estrenó en diciembre del mismo año.
En 1992, se estrenó su segunda película Zapatos viejos, de la que ella misma escribió el guion junto con Andrade, y protagonizó al lado del boxeador Jorge "El Maromero" Páez. 
Comenzó el rodaje de su tercera película en Acapulco, Morelos y Ciudad de México bajo la dirección de Andrade en 1995. Tras seis meses de filmación, el 5 de julio de 1995, se estrenó su tercera cinta titulada Una papa sin catsup. En la película, protagonizó en forma simultánea a dos personajes: ella misma y "La Greñas".
En 2013, firmó un contrato con Televisa para protagonizar el estelar de su primera telenovela, Libre para amarte, la cual recibió su estreno el 17 de junio por el Canal de las Estrellas. Gloria compuso la canción principal que lleva el mismo nombre y también algunas de las canciones que formaron parte de la banda sonora.

## Vida privada
En 1999, durante su estancia en Brasil y producto de su relación con Sergio Andrade, Trevi se convertiría en madre de Ana Dalay, cuya muerte por causas no precisadas suscitaría numerosas especulaciones, entre las que se incluyen el ocultamiento del cadáver.
El 5 de octubre de 2001, Gloria confesaría estar embarazada de nuevo, y el 18 de febrero de 2002, la cantante dio luz a un niño. Su nombre es Ángel Gabriel. Su tercer hijo, Miguel Armando, nació el 10 de agosto de 2005 en McAllen, Texas.
Se casó con el empresario Armando Gómez, efectuando el enlace civil el 22 de octubre de 2009 y el 17 de diciembre siguiente la ceremonia religiosa celebrada en la Catedral Metropolitana de Monterrey, Nuevo León.

## Clan Trevi-Andrade
El escándalo de Gloria Trevi y Sergio Andrade, bautizado por los medios como Clan Trevi-Andrade, comenzó en abril de 1998 cuando la cantante y actriz Aline Hernández publicó el libro La Gloria por el infierno. Así inició uno de los casos más comentados en México. El libro, que vendió más de 200.000 ejemplares, revelaba la relación de Sergio Andrade con Gloria Trevi, así como los supuestos abusos físicos, verbales y sexuales que recibían las jóvenes menores de edad que trabajaban con ellos. El libro de Hernández señalaría a Trevi, como responsable de convencer y coaccionar a la autora para sostener relaciones sexuales con Sergio Andrade, cuando esta última tenía 13 años de edad. Como respuesta a las declaraciones de Aline Hernández, Gloria Trevi haría numerosas apariciones en medios de comunicación, negando los hechos y defendiendo férreamente a Andrade. Resultado del escándalo, Trevi, Andrade y más de una decena de jóvenes saldrían de México de manera fortuita, viviendo intermitentemente y en anonimato en España, Argentina y Brasil.

Gloria Trevi y María Raquenel Portillo con Karina Yapor, quien acusaría penalmente a las dos primeras de corrupción de menores.

 El caso pasaría de ser un escándalo del espectáculo a un asunto judicial cuando en 1999 la señora Teresita de Jesús Gómez, madre de Karina Alejandra Yapor Gómez, presentó una denuncia ante la Procuraduría de Justicia del Estado de Chihuahua en contra de Sergio Andrade, Gloria Trevi, María Raquenel Portillo "Mary Boquitas" y Marlene Calderón por los delitos de rapto, corrupción, abuso y violación de menores en perjuicio de su hija. El 1 de junio de 1999, la Procuraduría de Chihuahua giró orden de aprehensión contra Trevi, Andrade y Mary Boquitas. Solicitó la colaboración de la Interpol para localizar el paradero del llamado clan Trevi-Andrade, bajo los cargos de violación y secuestro de menores. Luego de diez meses de estar prófugos, el 13 de enero de 2000, Gloria Trevi, Sergio Andrade y Mary Boquitas fueron detenidos en Río de Janeiro, Brasil, donde vivían desde hacía tres meses con las hermanas Katia, Karla y Karola de la Cuesta.
El gobierno mexicano solicitó al brasileño la extradición de los implicados. Luego de que el grupo fuera trasladado a Brasilia, Sergio Andrade declaró a un canal de televisión de Estados Unidos que tuvo una hija con Gloria Trevi en Brasil, antes de que fueran capturados. La infante habría fallecido en Brasil de causas desconocidas, sin registros de su nacimiento y muerte. De acuerdo con distintos testigos, el cadáver de la infante habría sido lanzado al un río en el municipio fluminense de Jacarepaguá.Hasta la actualidad, no existe una denuncia judicial por la desaparición del cuerpo de Ana Dalay "N".
El Supremo Tribunal Federal de Brasil concedería a México la extradición del clan Trevi-Andrade para enfrentar a la justicia mexicana por los cargos de abuso, secuestro y violación de menores. Inmediatamente, los involucrados iniciaron una batalla legal para impedir la extradición a México, argumentando que sus vidas estaban en riesgo. Durante este lapso presa, Treviño quedaría embarazada nuevamente de Sergio Andrade y daría a luz a su hijo Ángel Gabriel. Esta situación desataría un escándalo de corrupción en el sistema penitenciario brasileño y supuestos intentos de la acusada de evitar una extradición, valiéndose del recurso de ser madre de un ciudadano brasileño.
Luego de casi tres años, el 28 de noviembre de 2002, Gloria Trevi anunció que regresaba a México de manera voluntaria. El 21 de diciembre de 2002, Gloria Trevi y su hijo Ángel Gabriel llegaron a Cancún, Quintana Roo, México; para ser trasladados a Chihuahua, Chihuahua, donde la cantante ingresó en el Centro de Readaptación Social n.º 1 del Estado de Chihuahua. Desde su celda, Gloria escribió su historia Gloria (2002), donde ella comienza y concluye citando pasajes de la Biblia.
Después de casi dos años de permanecer en prisión y de que la Procuraduría de Justicia de Chihuahua solicitara la pena máxima de 34 años de cárcel, el juez Javier Pineda Arbola ordenó la libertad inmediata de Gloria Trevi, María Raquenel Portillo "Mary Boquitas" y Marlene Calderón, por no encontrar elementos suficientes para dictarle una sentencia condenatoria. Tras cuatro años, ocho meses y ocho días de permanecer en prisión, el 21 de septiembre de 2004, la cantante Gloria Trevi fue absuelta y exonerada por el juez Séptimo Penal de Chihuahua, por los delitos de rapto y corrupción de menores, en agravio de Karina Alejandra Yapor.
Su liberación ocupó las primeras planas de la mayoría de los medios impresos y fue abordada por noticiarios radiofónicos. Las coristas María Raquenel Portillo y Marlene Calderón también fueron exoneradas.
En 2022, los abogados de la cantante emprendieron acciones legales contra el comunicador José Manuel Torres Morales, conocido como Chumel Torres, por supuesta difamación y violencia de género, debido a los constantes comentarios del presentador en relación con el tema Trevi-Andrade. Las acusaciones contra Torres serían desestimadas por el Poder Judicial de la Ciudad de México en 2023.
Desde diciembre de 2022 hasta la actualidad la cantante enfrenta dos nuevas acusaciones de presunto abuso sexual y corrupción de menores, delitos que se habrían llevado a cabo en el estado de California, Estados Unidos, en la década de los 90.

## Discografía

### Álbumes de estudio
- 1989: ...Qué hago aquí?
- 1991: Tu ángel de la guarda
- 1992: Me siento tan sola
- 1994: Más turbada que nunca
- 1995: Si me llevas contigo
- 2004: Cómo nace el universo
- 2006: La trayectoria
- 2007: Una rosa blu
- 2011: Gloria
- 2013: De película
- 2015: El amor
- 2017: Versus
- 2019: Diosa de la noche
- 2022: Isla divina
- 2023: Mi Soundtrack Vol. 1
- 2023: Mi Soundtrack Vol. 2
- 2024: Mi Soundtrack Vol. 3
- 2025: El vuelo

### Extended Plays
- 2024: Tu regalo soy yo

## Giras
- Trevolución (2005-2006)
- Una Rosa Blu Tour (2008-2010)
- Gloria Tour (2011-2012)
- Agárrate Tour (2013-2014)
- De película Tour (2014-2015)
- El amor World Tour (2015-2017)
- VERSUS Tour (2017-2018)
- Diosa de la Noche Tour (2019-2020)
- Isla Divina World Tour (2022)
- Valientes Tour (2022)
- Gloria Trevi En Concierto (2023)
- Mi Soundtrack on Tour (2024)
- La Fiesta (2025)

## Filmografía

### Cine
| Año  | Película            | Personaje        | Notas                  |
| ---- | ------------------- | ---------------- | ---------------------- |
| 1991 | Pelo suelto         | Ella misma       |                        |
| 1993 | Zapatos viejos      | Ella misma       |                        |
| 1995 | Una papa sin catsup | Gloria/La Greñas | Realiza dos personajes |
| 2012 | Hecho en México     | Ella misma       | Invitada musical       |

### Televisión
| Año  | Programa                           | Personaje          | Notas                                      |
| ---- | ---------------------------------- | ------------------ | ------------------------------------------ |
| 1989 | Siempre en domingo                 | Ella misma         | Invitada                                   |
| 1992 | Un, dos, tres... responda otra vez | Ella misma         | Invitada                                   |
| 1992 | Y Vero América va!                 | Ella misma         | Entrevistada por Verónica Castro           |
| 1992 | Siempre en domingo                 | Ella misma         | Invitada                                   |
| 1994 | Sábado Gigante                     | Ella misma         | Invitada                                   |
| 1995 | En medio del espectáculo           | Ella misma         | Entrevistada por Pati Chapoy               |
| 1996 | XE-TU Remix                        | Ella misma         | Conductora                                 |
| 2005 | No manches                         | Ella misma         | Invitada                                   |
| 2008 | El Show de los Sueños              | Ella misma         | Participante                               |
| 2011 | Pequeños gigantes                  | Ella misma         | Interpreta himno del programa              |
| 2011 | La voz... México                   | Ella misma         | Invitada musical                           |
| 2012 | Parodiando                         | Ella misma         | Invitada musical                           |
| 2012 | Pequeños gigantes                  | Ella misma         | Invitada musical, Segunda temporada        |
| 2013 | Libre para amarte                  | Aurora Valencia    | Protagonista                               |
| 2016 | La voz... México                   | Ella misma         | Entrenador                                 |
| 2016 | La voz (España)                    | Ella misma         | Asesora de Manuel Carrasco                 |
| 2018 | Latin American Music Awards        | Ella misma         | Conductora                                 |
| 2019 | La casa de las flores              | Ella misma         | Participación especial                     |
| 2021 | ¿Quién es la máscara?              | "Hombre de Piedra" | Participante / Finalista                   |
| 2022 | Drag Race España                   | Ella misma         | Jueza                                      |
| 2023 | La casa de los famosos México      | Ella misma         | Invitada                                   |
| 2023 | Gloria Trevi: ellas soy yo         | Ella misma         | Bioserie basada en la vida de Gloria Trevi |

### Comerciales de TV
| Año  | Comerciales televisivos        | Papel / Descripción |
| 1991 | Almon-Ris                      | Ella misma          |
| 1995 | Revista ERES                   | Ella misma          |
| 1995 | Axion antibacterial            | Ella misma          |
| 1996 | XE-TÚ Remíx Promocionales      | Ella misma          |
| 2012 | Shot B GS                      | Ella misma          |
| 2012 | Milano                         | Ella misma          |
| 2016 | La voz... México Promocionales | Ella misma          |